# Domaine d'Okutono

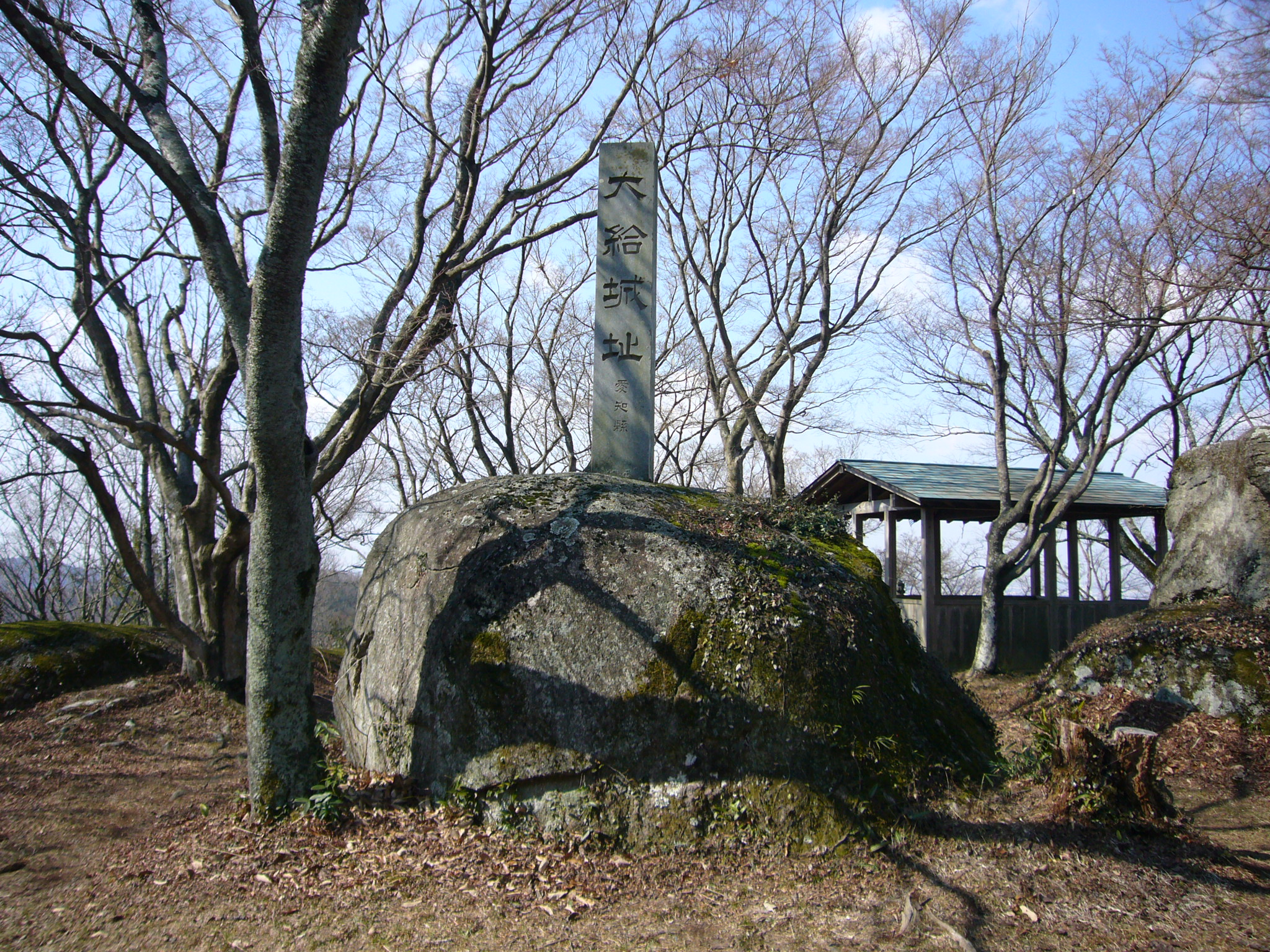
Monument commémoratif sur l'emplacement du château d'Ogyū.

Le domaine d'Okutono (奥殿藩, Okutono-han), est un domaine féodal japonais de l'époque d'Edo situé dans les districts de Kamo et Nukata dans la province de Mikawa, partie de la moderne préfecture d'Aichi, et dans le district de Saku, province de Shinano, partie de la moderne préfecture de Nagano. Le domaine est également connu sous les noms « domaine d'Ogyū » (大給藩, Ogyū-han) puis, plus tard, « domaine de Tanoguchi » (田野口藩, Tanoguchi-han) et « domaine de Tatsuoka » (龍岡藩, Tatsuoka-han). La famille dirigeante en est le clan Ogyū-Matsudaira. 

## Histoire
Le clan Ogyū est la branche cadette du clan Matsudaira basé dans la septentrionale province de Mikawa et aussi les vassaux héréditaires du clan Tokugawa. Pour ses services rendus au siège d'Osaka, Masatsugu Matsudaira se voit récompenser au sein du shogunat Tokugawa d'un poste de hatamoto d'une valeur de 6 000 koku. Son fils, Noritsugu Matsudairai, l'accroît à 16 000 koku et est ainsi promu au rang des fudai daimyo en 1684.
En 1713, Norizane Matsudairai déplace le siège du domaine de la montagneuse région d'Ogyū (dans ce qui est à présent la partie nord de la ville de Toyota) à l'emplacement plus pratique d'Okutono (de nos jours la ville d'Okazaki). Mais le domaine connaît de grands dégâts du fait du mauvais temps et d'inondations de la rivière Yasaku durant l'ère Kyōhō, ce qui entraîne de mauvaises récoltes suivies de famines. La même situation se répète durant la grande famine Tenpō de 1832 à 1836 mais le domaine est en mesure d'éviter les effets les plus graves de la famine grâce aux réformes mises en œuvre par le daimyo Noritoshi Matsudairai.
Durant la période du Bakumatsu, le domaine connaît sa plus grande prospérité grâce à son dernier daimyo, Norikata Matsudairai, qui sert de haut conseiller pendant les dernières années du shogunat Tokugawa. Naoyuki Nagai est une autre figure notable de l'époque née au domaine. Sous la gouvernance de Norikata, le siège du domaine est déplacé de la province de Mikawa au district Tanokuchi de la province de Shinano (mais les possessions restent inchangées) et avec la construction du château de Tatsuoka, le domaine est maintenant connu sous le nom « domaine de Tatsuoka ». Le domaine est dissous par la restauration de Meiji en 1871 avec l'abolition du système han.
À la fin de l'époque d'Edo, le domaine d'Okutono comptait :
- 28 villages dans le district de Kamo, province de Mikawa ;
- 7 villages dans le district de Nukata, province de Mikawa ;
- 24 villages dans le district de Saku, province de Shinano.

## Liste des daimyōs
- Clan Ogyū-Matsudaira (fudai daimyo)

### En tant quedomaine d'Ogyū(奥殿藩,Ogyū-han?)
| # | Nom                              | Dates     | Titre                    | Rang                    | Revenus     | Lignée                               |
| - | -------------------------------- | --------- | ------------------------ | ----------------------- | ----------- | ------------------------------------ |
| 1 | Matsudaira Noritsugu ( 松平乗次) | 1684-1687 | Nuidono-no-kami (縫殿頭) | 5e inférieur (従五位下) | 16 000 koku | Fils du hatamoto Naotsugu Matsudaira |
| 2 | Matsudaira Norinari (松平乗成)   | 1687-1703 | Nuidono-no-kami (縫殿頭) | 5e inférieur (従五位下) | 16 000 koku | Fils de Noritsugu                    |
| 3 | Matsudaira Norizane ( 松平乗真)  | 1703-1711 | Nuidono-no-kami (縫殿頭) | 5e inférieur (従五位下) | 16 000 koku | Fils du hatamoto Masatane Honda      |

### En tant quedomaine d'Okutono(奥殿藩,Okutono-han?)
| #  | Nom                                        | Dates     | Titre                    | Rang                    | Revenus     | Lignée               |
| -- | ------------------------------------------ | --------- | ------------------------ | ----------------------- | ----------- | -------------------- |
| 3  | Matsudaira Norizane Matsudaira ( 松平乗真) | 1711-1716 | Nuidono-no-kami (縫殿頭) | 5e inférieur (従五位下) | 16 000 koku | Transfert d'Ogyū     |
| 4  | Matsudaira Mitsunori (松平盈乗)            | 1716-1742 | Nuidono-no-kami (縫殿頭) | 5e inférieur (従五位下) | 16 000 koku | Fils de Norizane     |
| 5  | Matsudaira Noriyasu (松平乗穏)             | 1742-1782 | Iwami-no-kami (石見守)   | 5e inférieur (従五位下) | 16 000 koku | Fils de Mitsunori    |
| 6  | Matsudaira Noritomo (松平乗友)             | 1782-1790 | Hyōbu-shō (兵部少輔)     | 5e inférieur (従五位下) | 16 000 koku | 2e fils de Noriyasu  |
| 7  | Matsudaira Noritada (松平乗尹)             | 1790-1802 | Mondo-no-kami (主水正)   | 5e inférieur (従五位下) | 16 000 koku | 4e fils de Noriyasu  |
| 8  | Matsudaira Noriyoshi (松平乗羨)            | 1802-1827 | Nuidono-no-kami (縫殿頭) | 5e inférieur (従五位下) | 16 000 koku | 2e fils de Noritomo  |
| 9  | Matsudaira Noritoshi (松平乗利)            | 1827-1852 | Iwami-no-kami (石見守)   | 5e inférieur (従五位下) | 16 000 koku | Fils de Noriyoshi    |
| 10 | Matsudaira Norikata (松平乗謨)             | 1852-1863 | Nuidono-no-kami (縫殿頭) | 5e inférieur (従五位下) | 16 000 koku | 2e fils de Noritoshi |

### En tant quedomaine de Tanokuchi(田野口藩,Tanokuchi-han?)
| #  | Nom                            | Dates     | Titre                    | Rang                    | Revenus     | Lignée              |
| -- | ------------------------------ | --------- | ------------------------ | ----------------------- | ----------- | ------------------- |
| 10 | Matsudaira Norikata (松平乗謨) | 1863-1871 | Nuidono-no-kami (縫殿頭) | 5e inférieur (従五位下) | 16 000 koku | Transfert d'Okutono |